# Pascha Johann Friedrich Weitsch

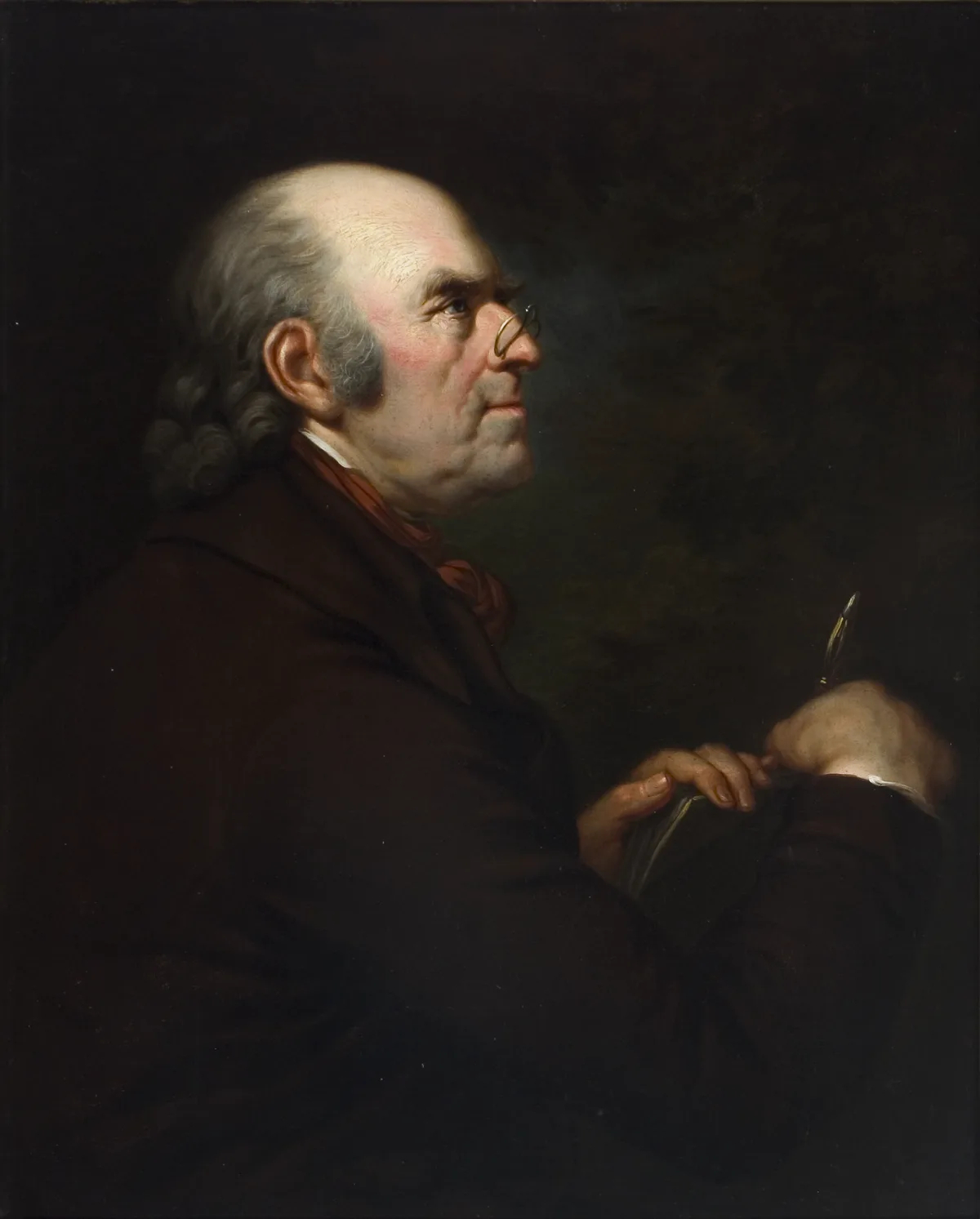
Pascha Johann Friedrich Weitsch um 1800, portraitiert von seinem Sohn Friedrich Georg Weitsch.

Pascha Johann Friedrich Weitsch (* 16. Oktober 1723 in Hessendamm; † 6. August 1803 in Salzdahlum) war ein deutscher Landschaftsmaler und Zeichner.

## Leben
Er war der Sohn des Ziegeldeckers Daniel Weitsche († 1754) und der früh verstorbenen Mutter Anna Margaretha († 1737). Der Vorname Pascha wird auf seinen Taufpaten Pasche Wipperling zurückgeführt und war als Abkürzung von „Paschalis“ ortsüblich. Er besuchte kurze Zeit die Lateinschule in Osterwieck und war anschließend als Schreiber in Wolfenbüttel tätig. Er trat nach dreieinhalb Jahren in die Dienste des Hauptmanns von Blum in Braunschweig, bevor er 1744 Soldat wurde.

### Tätigkeit als Künstler

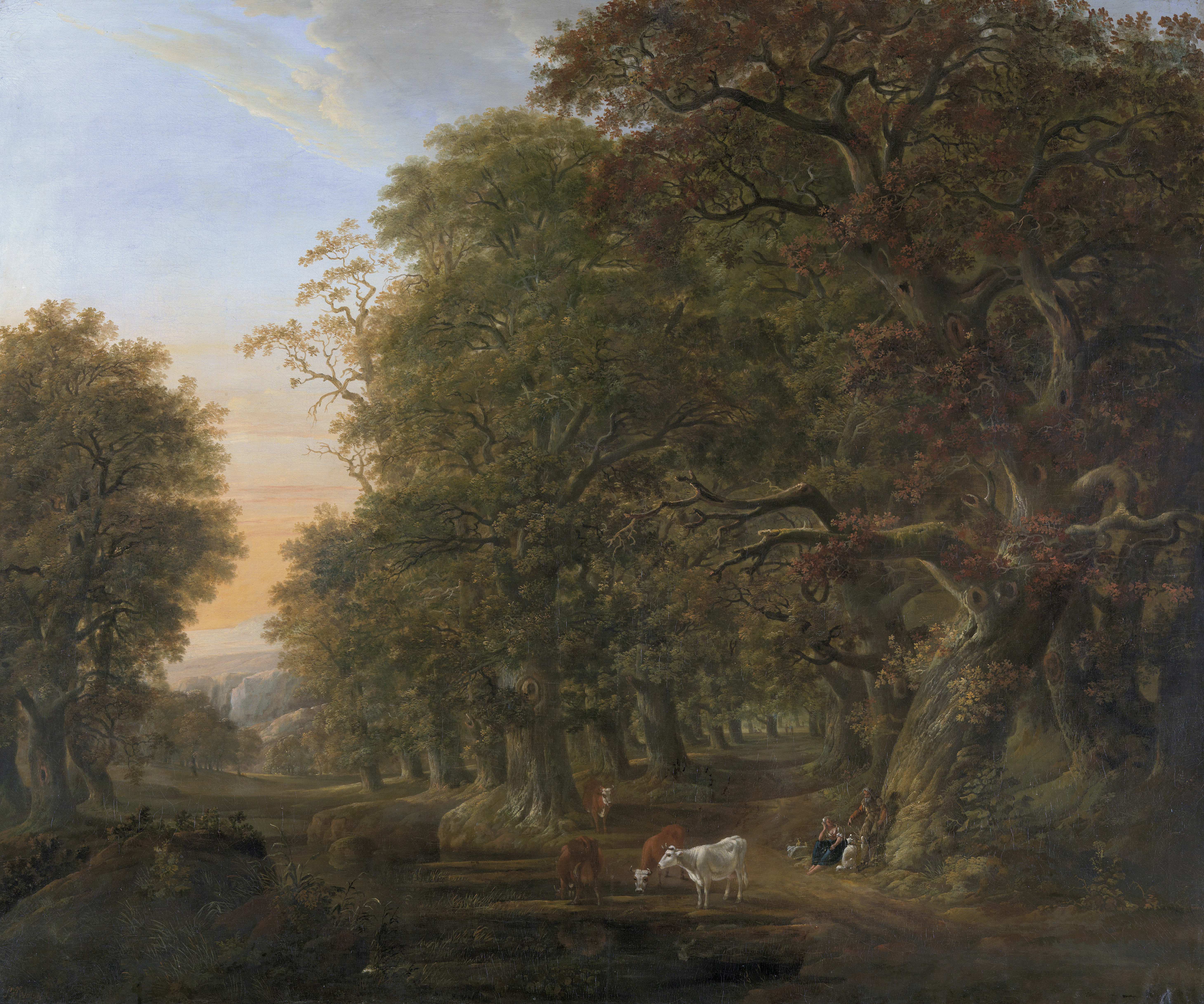
Motiv aus dem Querumer Eichenwald, 1792.

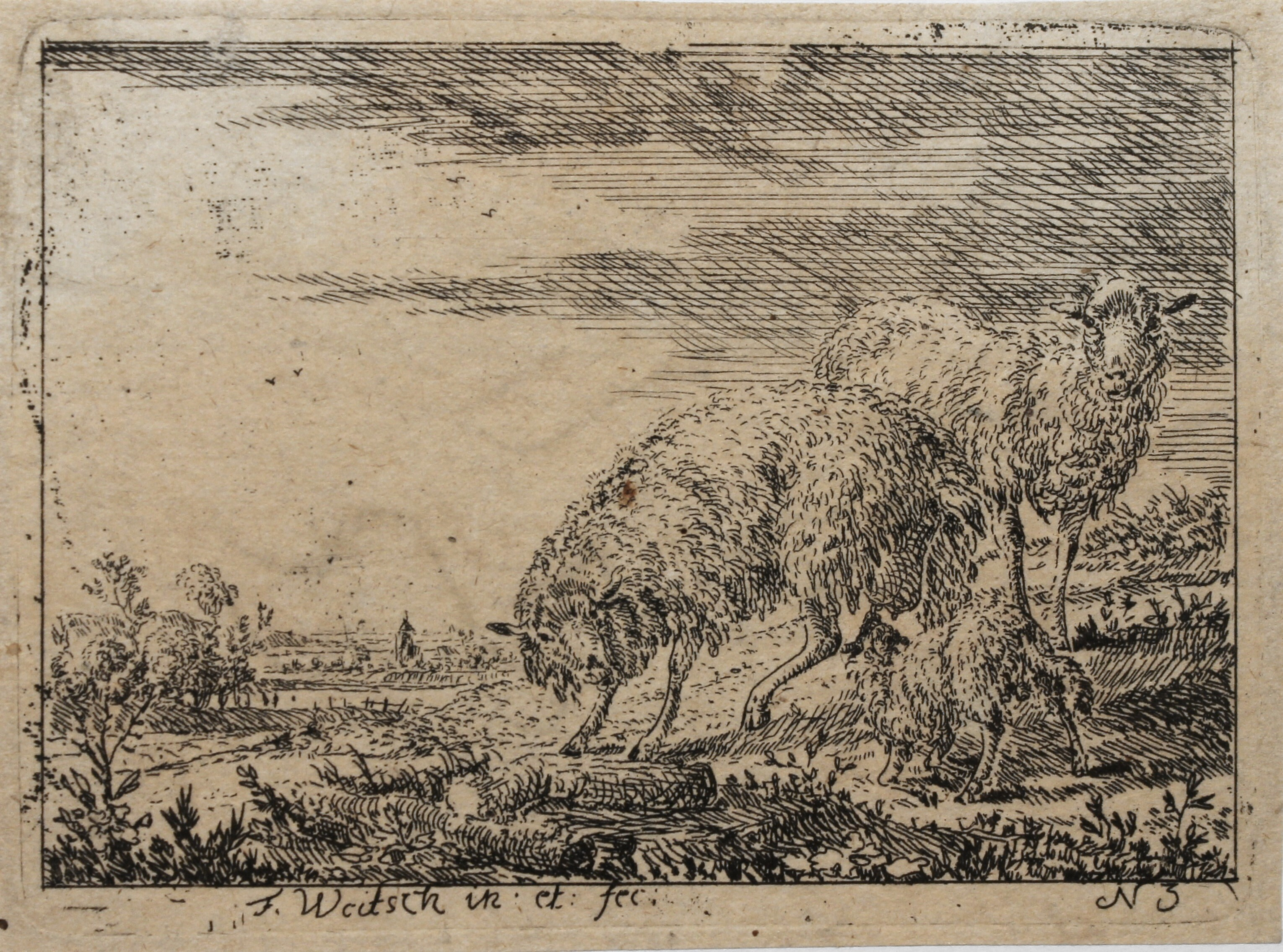
Landschaft mit Schafen, Radierung Nr. 3 von 11, 1766

Weitsch schulte sich während seines Militärdienstes autodidaktisch auf künstlerischem Gebiet, u. a. durch das Kopieren von Gemälden, mit so großem Erfolg, dass er 1756 Porzellanmaler in der Manufaktur Fürstenberg wurde. Seit den 1760er Jahren schuf er auch Ölgemälde, die überwiegend Landschaftsdarstellungen des Braunschweiger Umlandes und des Harzes zeigen.
1780 unternahm Weitsch gemeinsam mit Johann Heinrich Ramberg eine Reise durch den Harz, dessen Album mit einem Dutzend „Ansichten aus dem Harz“ den Grundstein legte für Studium und Stipendium des später berühmten Malers.
Weitsch arbeitete zeitweise als Kunsthändler und war mehrere Jahrzehnte für die Stobwassersche Lackwarenmanufaktur in Braunschweig als Maler und Ausbilder tätig. Er unternahm Studienreisen nach Kassel, Amsterdam und Brügge. Im Jahre 1789 wurde er zum Inspektor der Gemäldegalerie im herzoglichen Schloss Salzdahlum ernannt. Er nahm großen Anteil am Braunschweiger Geistesleben und korrespondierte mit Gleim und Lessing.
Weitsch starb 1803 in Salzdahlum. Er war seit 1748 mit Anna Stoppen verheiratet, nach deren Tod er 1783 Sophie Helmkampf heiratete. Sein Sohn Friedrich Georg Weitsch (1758–1828) war ebenfalls als Maler tätig und porträtierte seinen Vater 1797 auf einem Ölgemälde, das sich heute im Besitz des Herzog Anton Ulrich-Museums befindet. Auch sein jüngerer Sohn Johann Anton August Weitsch (1762–1841) war Maler und folgte seinem Vater 1803 als Galerieinspektor in Schloss Salzdahlum.

### Ehrungen
Im Jahre 1784 wurde er zum Mitglied der Kunstakademie Düsseldorf ernannt. Die Ernennung zum Mitglied der Preußischen Akademie der Künste in Berlin erfolgte 1795.

## Werke
Zu seinen bedeutendsten Werken auf Porzellan gehört ein 1768/1769 entstandenes, mit Landschaftsmotiven versehenes Tafelservice für Herzog Karl I. von Braunschweig. Das Herzog Anton Ulrich-Museum besitzt 216 Zeichnungen Weitschs.

### Gemälde (Auswahl)
- Das Bodetal mit der Roßtrappe, 1769 (Herzog Anton Ulrich-Museum)
- Motiv aus dem Querumer Eichenwald, 1792 (Herzog Anton Ulrich-Museum)

Weitere Werke befinden sich im Besitz des Städtischen Museums Braunschweig.